# Веневитиновы

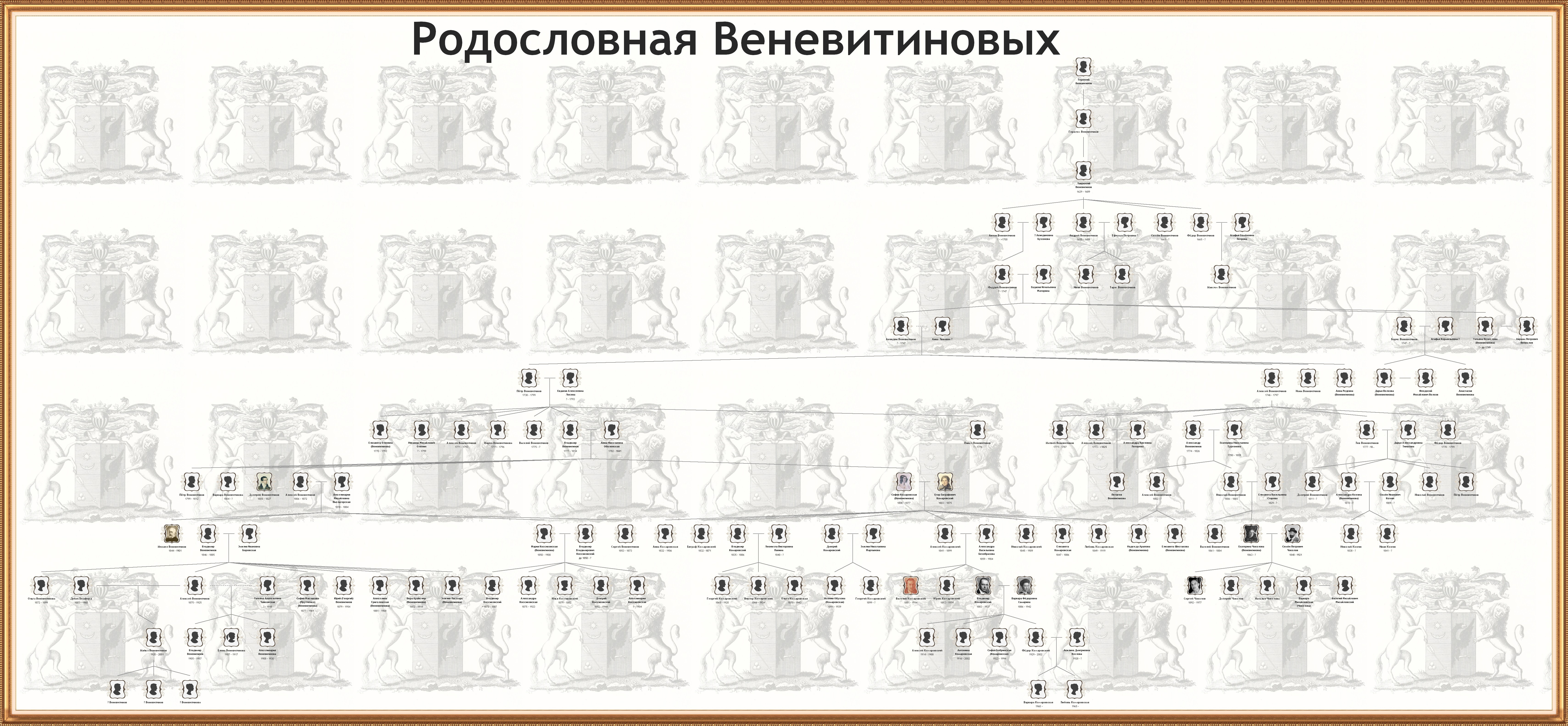
Родословная Веневитиновых

Веневитиновы — древний российский дворянский род.
Род Веневитиновых, как на то указывает их фамилия, происходят из Венёва, откуда переселились в Воронежский уезд.

## История рода
В начале XVII столетия представители фамилии Веневитиновых упоминаются среди посадских г. Воронежа и воронежских казачьих атаманов, от одного из них Тереха происходят все существующие Веневитиновы.
Родоначальник Терентий (Терех) Веневитинов, «атаман воронежских детей боярских», пожалован землями под Воронежем (1622). Внук Тереха - Антон Лаврентьевич принимал активное участие в размежевании лесов в крае и отвод их для "кумпанства", был воеводою г. Орлов (1682-1685).
Из этой ветви рода происходит поэт Д. В. Веневитинов.
Другая ветвь рода Веневитиновых упоминается в III части Родословной книги Новгородской губернии. Родоначальником этой ветви считается Гордей Веневитинов, живший в начале XVIII века.
Четверо Веневитиновых владели населёнными имениями (1699).

## Описание герба

### Герб Веневитиновых 1785 г.
В Гербовнике Анисима Титовича Князева 1785 года имеется изображение печати с гербом представителя рода Веневитиновых: серебряное овальное поле щита, разделено вертикально на две части, из коих левая часть поделена надвое чертой. В правой части, виден наполовину вылетающий орёл. В левой, верхней части, серебряные полумесяц рогами вверх и над ним восьмиконечная звезда. В нижней, левой части, стрела с серебряным наконечником, летящая диагонально к правому нижнему углу и под ней расположены в два ряда (2 и 4) пушечных ядра. Щит увенчан дворянским коронованным шлемом с клейнодом на шее. Щитодержатели: с левой стороны лев, с правой единорог. Цвет намёта не определён.

### Герб. Часть IV. № 87
Щит разделён перпендикулярно на две части, из коих правая горизонтально разрезанная надвое чертою, имеет голубое поле, в котором изображены вверху золотая Звезда и золотой полумесяц (польский герб Лелива), а внизу серебряная Стрела летящая диагонально к левому нижнему углу, и под оной на правой стороне положены три пушечных Ядра. В левой части в красном поле виден до половины вылетающий чёрный Орёл с распростёртым Крылом.
Щит увенчан дворянскими шлемом и короной. Нашлемник: три страусовых пера. Намёт на щите голубой и красный, подложенный золотом. Щитодержатели: с правой стороны Единорог, а с левой Лев. Герб рода Веневитиновых внесён в Часть 4 Общего гербовника дворянских родов Всероссийской империи, стр. 87.

## Известные представители
- Веневитинов Денис — таможенный голова в Курске (1628-1630).
- Веневитинов Герасим Терентьевич — атаман воронежских детей боярских (1649).
- Веневитинов Лаврентий (Лаврин) Герасимович (1629-1689) — на службе (с 1658), завоеводчик, сын боярский (1675), жалован землями в Воронежском уезде (1650 и 1682),в частности территорией,на которой возникло современное село Новоживотинное.
- Веневитинов Антон Лаврентьевич — завоеводчик (1675), был на Чигиринской и Киевских службах, воевода в Орлове (1682-1685), был лично известен Петру I, ведал лесами Воронежской компании. В 1696-1697 годах он был поставлен Петром I во главе самых  крупных из первых адмиралтейских кумпанств (то есть объединений по сооружению кораблей за государственный счет), непосредственно руководил и строительными работами на реке Воронеж на ближней к его усадьбе пристани — Животинской. Далее Антон Лаврентьевич — руководитель 3-х государственных кумпанств (1696-1699) Ступинской ,Рамонской и Чертовицкой .
- Веневитинов Фаддей Антонович — комендант Верхососенска (1711-1712), комиссар в Воронежской провинции (1712), в Усерде (1713). В начале 1720-х гг. дворянин Ф. Веневитинов совместно с  И. Титовым занимались строительством будар (речные транспортные суда) для перевозки драгунских полков, провианта и артиллерии в крепость Св. Анны и Войско Донское.
- Веневитинов Алексей Анкиндинович (1746-1797) — в гвардии (1760), прапорщик лейб-гвардейского Семёновского полка (1767), секунд-майор (1769).
- Веневитинов Владимир Петрович (1777-1814) — гвардии прапорщик, лейб-гвардейского Преображенского полка. Участник Отечественной войны 1812 года, секунд-майор, родитель поэта-философа Д.В. Веневитинова, погребён в Донском монастыре, жена княжна А.Н. Оболенская-Белая (1782 – 1841).
- Веневитинов Дмитрий Владимирович (1805-1827), поэт, критик, переводчик, философ. Основатель литературного направления "поэзия мысли" в общем течении русского романтизма первой четв.XIX века. Создатель "Общества любомудрия", русского философского кружка и журнала "Московский вестник"(1826-1830).
- Веневитинов Алексей Владимирович — действительный тайный советник, сенатор (1855), товарищ министра уделов (1855-1856), жена графиня А.М. Вьельгорская[4].
- Веневитинов Михаил Алексеевич (1844-1901), учёный, писатель, литератор, директор Румянцевского музея

1. 1 2  Сост. граф Александр Бобринский.  Дворянские роды, внесенные в Общий Гербовник Всероссийской Империи: в 2-х т. – СПб,  тип. М. М. Стасюлевича, 1890 г. Автор Бобринский, Александр Алексеевич (1823—1903). Веневитовы. Часть II. стр. 91-92.
2. ↑  Л.М. Савёлов.  Родословные записи Леонида Михайловича Савёлова: опыт родословного словаря русского древнего дворянства. М. 1906-1909 г. Изд: Печатня С.П. Яковлева. Вып: № 2. Веневитовы. стр. 45.
3. ↑  Сост. А. Т. Князев. Гербовник Анисима Титовича Князева 1785 года. Издание С. Н. Тройницкий 1912 г. Ред., подгот. текста, послесл. О. Н. Наумова. — М. Изд. «Старая Басманная». 2008 г. Веневитиновы. стр. 45. ISBN 978-5-904043-02-5.
4. ↑  В.В. Руммель. В.В.  Голубцов. Родословный сборник русских дворянских фамилий. В 2-х том. СПб., 1886г. Издание А.С. Суворина. Том. I. стр. 173-177.